# 五十嵐浩司 (アニメーション研究家)
五十嵐 浩司（いがらし こうじ、1968年 - ）は日本の編集者、執筆者、アニメーション研究家。
青森県出身。TARKUS（タルカス）所属。

## 来歴
主にアニメ・特撮の玩具（トランスフォーマー、超合金など多数）を中心に取り扱う書籍の編集、企画、監修、構成、執筆を担当する
。
また、タカラトミーやバンダイなどホビー関連のトークイベントにゲスト、司会者として参加することもある。
2024年、『日本の巨大ロボット群像―巨大ロボットアニメ、そのデザインと映像表現―』のゲストキュレータとして、星雲賞自由部門を受賞（西日本新聞イベントサービス、ぴあ（企画）、山口洋三（監修）、廣田恵介、タルカス（五十嵐浩司）の共同受賞）。

## 執筆した書籍
数多くの書籍を執筆、以下の書籍の他にも多数の書籍がある。

### 著作
- 『ロボットアニメビジネス進化論』（光文社刊）2017年８月17日発売。

### 月刊誌
- 月刊ホビージャパン（super戦隊ロボFLASH!!」「ダイアクロン ワールド」「超合金の魂」のコーナー）
- フィギュア王（不定期）
- 電撃ホビーマガジン（2015年5月号をもって休刊）
- 宇宙船

### ムック本
- 『完全MSガンダム大百科』（ケイブンシャ刊）1994年発売。
- 『勇者警察ジェイデッカー大百科』（ケイブンシャ刊）1994年発売。
- 『アニメVスペシャル アイドル防衛隊ハミングバード』(学研刊)1996年発売。
- 『超合金・ポピニカ大図鑑』（株式会社グリーンアロー出版社刊）1997年発売[3]。
- 『モスラ２大百科』（ケイブンシャ刊）1997年発売。
- 『なかよしアニメアルバム 怪盗セイント・テール』（講談社刊）1997年11月発売。
- 『ロマンアルバム 超合金魂』(徳間書店刊)1998年発売。
- 『超魔神英雄伝ワタル キャラクターズコレクション』(ケイブンシャ刊)1998年４月発売。
- 『星獣戦隊ギンガマン大百科』（ケイブンシャ刊）1998年発売。
- 『ガンプラ・ジェネレーション』（講談社刊）1999年発売。
- 『ビーストウォーズ ネオ大百科』（ケイブンシャ刊）1999年発売。
- 『小さな巨人ミクロマン大百科』（ケイブンシャ刊）1999年発売。
- 『タカラSFランド大全集』（講談社刊）1999年発売。
- 『ビーストウォーズメタルス大百科』（ケイブンシャ刊）2000年発売。
- 『トランスフォーマーカーロボット大百科』（ケイブンシャ刊）2000年発売。
- 『百獣戦隊ガオレンジャー大百科』（ケイブンシャ刊）2001年発売。
- 『トランスフォーマージェネレーション』（ケイブンシャ刊）2001年発売[4]。
- 『スーパー戦隊アートコレクション 戦隊ロボ編』（メディアワークス刊）2002年発売。
- 『仮面ライダーアートコレクション ヒーロー編』（メディアワークス刊）2003年発売。
- 『超合金魂計画 PROJECT THE SOUL OF CHOGOKIN』（メディアワークス刊）2004年発売。
- 『勇者シリーズメモリアルブック 超勇者伝承』（新紀元社刊）2004年発売。
- 『マシンロボ ウェッジ』（ミリオン出版刊）2005年発売。
- 『篠原保 作品集 イコン』（朝日ソノラマ刊）2006年６月発売。
- 『蒼き流星SPTレイズナー コンプリートアートワークス』（新紀元社刊）2006年発売。
- 『大勇者伝説 サンライズ・ロボットトイ・コレクション[勇者・エルドラン編]』（メディアワークス刊）2007年発売。
- 『装着変身大全』（ミリオン出版刊）2007年２月20日発売。
- 『ライダーヒーローシリーズ大全』（ミリオン出版刊）2008年１月10日発売。
- 『機甲創世記モスピーダ コンプリートアートワークス』（新紀元社刊）2009年８月発売。
- 『超合金魂計画Z』（メディアワークス刊）2009年９月発売。
- 『宇宙船別冊 がんばれ!!ロボコン』（ホビージャパン刊）2010年５月31日発売。
- 『模型戦士ガンプラビルダーズ ビギニングG ビジュアルガイド』（ホビージャパン刊）2010年12月発売。
- 『平成ウルトラマン ライドメカTOY大全』（ミリオン出版刊）2011年３月26日発売。
- 『超攻速ガルビオン メモリアルアートワークス』（新紀元社刊）2013年７月26日発売。
- 『ウルトラ THE BACK ～ウルトラマンの背中～』（秋田書店刊）2013年10月26日発売。
- 『ガンダムビルドファイターズトライ ファンブック』（小学館刊）2015年１月17日発売。
- 『超合金Walker』（KADOKAWA刊）2015年２月25日発売。
- 『大河原邦男Walker』（KADOKAWA刊）2015年８月12日発売。
- 『メカニックデザイナー大河原邦男展 図録』（産経新聞、産経デジタル、アドシステム刊）2015年８月発売。
- 『スーパー戦隊Walker』（KADOKAWA刊）2016年３月28日発売。
- 『スーパー戦隊 TOY HISTORY 40 1975 - 2016』（ホビージャパン刊）2016年発売。
- 『超合金魂計画 20th 超合金魂20周年記念 OFFICIAL  BOOK』（KADOKAWA刊）2017年1月発売。
- 『オール・アバウト村上克司 スーパーヒーロー工業デザインアート集』（パイ・インターナショナル刊）2017年２月21日発売。
- 『ダイアクロン ワールドガイド』（ホビージャパン刊）2017年７月15日発売。
- 『超時空管弦楽 開催記念 パンフレット』（ビックウエスト刊）2017年９月17日発売。
- 『TAMASHII NATIONS 10th Anniversary picture record』（ワールドフォトプレス刊）2017年12月１日発売。
- 『スーパーミニプラ大全』（ホビージャパン刊）2018年3月8日発売。
- 『マジンガーZ 大百科図録』（KADOKAWA刊）2018年３月30日発売。
- 『劇場版マジンガーZ INFINITY 魔神伝説の書』（ホビージャパン刊）2018年３月30日発売。
- 『ダイアクロン コンバット・クロニクル』シリーズ（講談社刊）2019年１月31日刊行開始。
- 『宇宙戦艦ヤマト2202 愛の戦士たち －全記録集－ 設定編 上巻 COMPLETE WORKS』（KADOKAWA刊）2019年２月28日発売。
- 『宇宙戦艦ヤマト2202 愛の戦士たち －全記録集－ 設定編 下巻 COMPLETE WORKS』（KADOKAWA刊）2019年３月29日発売。
- 『スーパーミニプラ大全２』（ホビージャパン刊）2019年8月10日発売。
- 『ゲゲゲの鬼太郎 ゲゲゲヒロインの森』（講談社刊）2019年９月27日発売。
- 『森木靖泰デザインワークス [ロボット／ヒーロー篇] 』（ホビージャパン刊）2020年９月30日発売。
- 『画道 ～阿久津潤一デザインワークス～』（ホビージャパン刊）2020年９月30日発売。
- 『ダイアクロンワールドガイドNEXT』（ホビージャパン刊）2020年12月28日発売。
- 『勇者シリーズ30周年メモリアルアーカイブ』（玄光社刊）2021年３月20日発売。
- 『超合金魂コンプリート100』（ホビージャパン刊）2021年６月28日発売。
- 『スーパー戦隊TOY HISTORY 45 1975-2021』（ホビージャパン刊）2022年４月１日発売。
- 『HI-METAL R 2015-2022』（ホビージャパン刊）2022年６月30日発売。

## 映像ソフト解説書
- 『アパッチ野球軍』
- 『シルバー仮面』
- 『快傑ライオン丸』
- 『ど根性ガエル』
- 『アイアンキング』
- 『マジンガーZ』
- 劇場版マジンガーシリーズ
- 『侍ジャイアンツ』
- 『ゲッターロボ』
- 『グレートマジンガー』
- 『電人ザボーガー』
- 『宇宙戦艦ヤマト』
- 『ゲッターロボG』
- 『鋼鉄ジーグ』
- 『UFOロボ グレンダイザー』
- 『大空魔竜ガイキング』
- 『ブロッカー軍団IVマシーンブラスター』
- 『マグネロボ ガ・キーン』
- 『超合体魔術ロボ ギンガイザー』
- 『アローエンブレム グランプリの鷹』
- 『無敵超人ザンボット3』
- 『宇宙海賊キャプテンハーロック』
- 『闘将ダイモス』
- 『未来少年コナン』
- 『無敵鋼人ダイターン3』
- 『宇宙魔神ダイケンゴー』
- 『さらば宇宙戦艦ヤマト 愛の戦士たち』
- 『宇宙戦艦ヤマト2』
- 『キャプテン・フューチャー』
- 『未来ロボ ダルタニアス』
- 『花の子ルンルン』
- 『ザ☆ウルトラマン』
- 『機動戦士ガンダム』
- 『宇宙戦艦ヤマト 新たなる旅立ち』
- 『無敵ロボ トライダーG7』
- 『伝説巨神イデオン』
- 『宇宙戦士バルディオス』
- 『怪物くん』（第2作）
- 『ヤマトよ永遠に』
- 『Xボンバー』
- 『宇宙戦艦ヤマトIII』
- 『最強ロボ ダイオージャ』
- 『機動戦士ガンダム』（劇場版）
- 『機動戦士ガンダムII 哀・戦士編』
- 『銀河旋風ブライガー』
- 『太陽の牙ダグラム』
- 『戦闘メカ ザブングル』
- 『機動戦士ガンダムIII めぐりあい宇宙編』
- 『パタリロ!』
- 『科学救助隊テクノボイジャー』
- 『銀河烈風バクシンガー』
- 『超時空要塞マクロス』
- 『宇宙戦艦ヤマト 完結編』
- 『聖戦士ダンバイン』
- 『装甲騎兵ボトムズ』
- 『光速電神アルベガス』
- 『銀河疾風サスライガー』
- 『プラレス3四郎』
- 『魔法の天使クリィミーマミ』
- 『超時空世紀オーガス』
- 『ザブングルグラフィティ』
- 『ドキュメント太陽の牙ダグラム』
- 『チョロQダグラム』
- 『特装機兵ドルバック』
- 『銀河漂流バイファム』
- 『超攻速ガルビオン』
- 『ビデオ戦士レザリオン』
- 『超獣機神ダンクーガ』
- 『蒼き流星SPTレイズナー』
- 『ダーティペアの大勝負 ノーランディアの謎』
- 『聖闘士星矢』
- 『ダーティペア』（劇場版）
- 『赤い光弾ジリオン』
- 『マシンロボ ぶっちぎりバトルハッカーズ』
- 『トランスフォーマー ザ☆ヘッドマスターズ』
- 『レイナ剣狼伝説』
- 『トランスフォーマー 超神マスターフォース』
- 『魔神英雄伝ワタル』
- 『戦え!超ロボット生命体 トランスフォーマーV』
- 『アイドル伝説えり子』
- 『魔動王グランゾート』
- 『勇者エクスカイザー』
- 『魔神英雄伝ワタル２』
- 『アイドル天使ようこそようこ』
- 『トランスフォーマーZ』
- 『ダーティペア 謀略の005便 (OVA)』
- 『NG騎士ラムネ&40』
- 『太陽の勇者ファイバード』
- 『ゲッターロボ號』
- 『絶対無敵ライジンオー』
- 『機甲警察メタルジャック』
- 『ドラゴンクエスト ダイの大冒険』
- 『シティーハンター'91』
- 『ああっ女神さまっ』（OVA）
- 『伝説の勇者ダ・ガーン』
- 『勇者特急マイトガイン』
- 『熱血最強ゴウザウラー』
- 『機動戦士Vガンダム』
- 『勇者警察ジェイデッカー』
- 『機動武闘伝Gガンダム』
- 『ヤマトタケル』
- 『ダーティペアFLASH』
- 『マクロス７』
- 『魔法騎士レイアース』
- 『黄金勇者ゴルドラン』
- 『飛べ！イサミ』
- 『怪盗セイント・テール』
- 『勇者指令ダグオン』
- 『機動新世紀ガンダムX』
- 『機動戦艦ナデシコ』
- 『ウルトラマンティガ』
- 『勇者王ガオガイガー』
- 『キューティーハニーF』
- 『ウルトラマンダイナ』
- 『サクラ大戦 桜華絢爛』
- 『銀河漂流バイファム13』
- 『カードキャプターさくら』（第1期）
- 『十兵衛ちゃん -ラブリー眼帯の秘密-』
- 『カードキャプターさくら』（第2期）
- 『カードキャプターさくら』（第3期）
- 『地球防衛企業ダイ・ガード』
- 『サクラ大戦 轟華絢爛』
- 『BRIGADOON まりんとメラン』
- 『勇者王ガオガイガーFINAL』
- 『ウルトラマンコスモス』
- 『機動戦士ガンダムSEED』
- 『爆裂天使』
- 『DearS』
- 『スチームボーイ』
- 『ウルトラマンネクサス』
- 『機動戦士ガンダムSEED DESTINY』
- 『トランスフォーマー ギャラクシーフォース』
- 『ガラスの仮面』（第2作）
- 『ウルトラマンマックス』
- 『かしまし 〜ガール・ミーツ・ガール〜』
- 『ガン×ソード』
- 『ウルトラマンメビウス』
- 『機動戦士ガンダムSEED C.E.73 STARGAZER』
- 『キミキス pure rouge』
- 『模型戦士ガンプラビルダーズ ビギニングG』
- 『マジンカイザーSKL』
- 『ガンダムビルドファイターズ』
- 『バディ・コンプレックス』
- 『デンキ街の本屋さん』
- 『ガンダムビルドファイターズトライ』
- 『アクティヴレイド -機動強襲室第八係-』
- 『ガンダムビルドダイバーズ』
- 『プラネット・ウィズ』
- 『必殺シリーズ』（キングレコード版）
- 『白い牙』
- 『江戸川乱歩の美女シリーズ』